# Poa nepalensis
Poa nepalensis là một loài thực vật có hoa trong họ Hòa thảo. Loài này được (Wall. ex Griseb.) Duthie miêu tả khoa học đầu tiên năm 1883.